# Lyman (Donetsk)
Lyman (Oekraïens: Лиман; Russisch: Лиман, Liman) is een stad in de Oekraïense oblast Donetsk. De stad is in de zeventiende eeuw door Kozakken gesticht. In 2001 telde Lyman 28.172 inwoners, in 2021, dus nog voor de Russische inval in Oekraïne, bleek de bevolking sterk gedaald tot 20.469 inwoners.
De stad ligt aan een spoorwegknooppunt en is daarom van  militair strategisch belang.

## Benaming
In het Oekraïens heet de stad Лиман en tot 2016 Красний Лиман (Krasnyi Lyman, 'Rood Lyman'), een naam uit het tijdperk van de Sovjet-Unie. Rusland, dat na een schijnreferendum het gebied claimt, gebruikt deze naam nog steeds: Krasny Lyman. In het Nederlands wordt de naam ook wel gespeld als Liman.

## Russische invasie van Oekraïne
Op 27 mei 2022 werd Lyman door Russische troepen veroverd tijdens de Russische invasie. Vanwege het spoorwegknooppunt was de stad een strategisch doel voor het Russische leger, dat zwaar op bevoorrading via de spoorwegen steunt. Sinds begin september 2022 werd hard gevochten om Lyman als onderdeel van het oostelijke tegenoffensief van het Oekraïense leger. In de nacht van 29 op 30 september werd de omsingeling van de stad bereikt. Op 1 oktober bereikten de eerste Oekraïense troepen het stadscentrum, waarna de bevrijding van de stad en de terugtrekking van het Russische leger gemeld werd.
Na de herovering door het Oekraïense leger waren er nog 5000 inwoners aanwezig in Lyman. Ook het omringende gebied was ontvolkt door de oorlog. Een groot deel van de Russische militairen die na de omsingeling van Lyman richting Kreminna poogden te vluchten werd gedood.